# Adrián García Padilla
Adrián García Padilla (Elche, España; 8 de diciembre de 1980) es un entrenador de fútbol y preparador físico español. Recientemente dirigió al C. D. Real Sociedad de la Liga Nacional de Honduras.

## Trayectoria
Tiene el título de entrenador licencia pro por la FEDEFUT y es licenciado en educación física por la Universidad de Alicante. Comenzó su carrera como segundo preparador físico en el Elche C. F.. Posteriormente, desempeñó el mismo cargo en Real Murcia C. F. y Hércules C. F., durante las temporadas 2005-06 y 2007-08 respectivamente.
Entre 2011 y 2012 fue asistente técnico de Álex Pineda Chacón en los Atlanta Silverbacks. Ese último año, fue contratado por el Deportivo Toluca para que dirigiera su academia en Atlanta, cargo en el que se mantuvo un año. Entre 2014 y 2015, fue preparador físico del C. D. Águila.
En el C. D. Olimpia trabajó como preparador físico del equipo de reservas, durante 2015. En 2016 tuvo un breve paso por el Xelajú Mario Camposeco, también como preparador físico, en el cuerpo técnico comandado por Carlos Jurado. En 2017 pasó a ser entrenador del C. D. Parrillas One y, en 2019, del C. D. Broncos, ambos de la Liga de Ascenso de Honduras. 
El 19 de octubre de 2020, fue nombrado entrenador del C. D. Real Sociedad, tras el despido de Carlos Martínez.

## Clubes
| Club                                                                   | País           | Año         |
| ---------------------------------------------------------------------- | -------------- | ----------- |
| Elche C. F. (Segundo preparador físico)                                | España         | 2004 - 2005 |
| Real Murcia C. F. (Segundo preparador físico)                          | España         | 2005 - 2006 |
| Hércules C. F. (Segundo preparador físico)                             | España         | 2007 - 2008 |
| Atlanta Silverbacks (Segundo entrenador)                               | Estados Unidos | 2011 - 2012 |
| Academia Deportivo Toluca (Entrenador)                                 | México         | 2012 - 2013 |
| C. D. Águila (Preparador físico)                                       | El Salvador    | 2014 - 2015 |
| C. D. Olimpia (Segundo preparador físico)                              | Honduras       | 2015        |
| Xelajú Mario Camposeco (Preparador físico) Quiche Fc Asistente Técnico | Guatemala      | 2016        |
| C. D. Parrillas One (Entrenador)                                       | Honduras       | 2017 - 2018 |
| C. D. Broncos (Entrenador)                                             | Honduras       | 2019        |
| C. D. Real Sociedad (Entrenador)                                       | Honduras       | 2020        |